# Corpo di polizia civile della Repubblica di San Marino
Il  Corpo di polizia civile è una delle tre forze dell'ordine della Repubblica di San Marino.
Dipendente dalla Segreteria di Stato per gli affari interni, è un organismo incaricato di tutelare l'esercizio delle libertà e dei diritti dei cittadini, vigilare sull'osservanza delle leggi, dei regolamenti e dei provvedimenti della pubblica autorità, tutelare l'ordine e la sicurezza pubblica, provvedere alla prevenzione e alla repressione dei reati, prestare soccorso in caso di infortuni e di calamità come protezione civile.
Al Corpo sono demandate inoltre specifiche funzioni in materia tributaria, di igiene e previdenza, di protezione civile ed antincendio, di tutela del lavoro subordinato, di tutela dell'ambiente, di accertamenti anagrafici-demografici, nonché la regolamentazione di manifestazioni, cerimonie e cortei.
La Polizia Civile fa parte del Dipartimento di polizia della Serenissima Repubblica di San Marino assieme al Corpo della Gendarmeria e il Nucleo uniformato della Guardia di Rocca.

## Organizzazione
L'attività del Corpo è diretta dal comandante e in caso di assenza o di impedimento dall'ufficiale.
Essa è coordinata a quella degli organismi di polizia e degli altri enti, uffici pubblici ed aziende dello stato.
Il Corpo di polizia civile è così strutturato:
- Ufficio comando che espleta le seguenti funzioni:
  - centrale operativa, divenuta C.O.I. Centrale operativa interforze dal 2017, dove vertono tutti i numeri di soccorso 112-113-115 e al suo interno operano agenti dei tre corpi di polizia;
  - segreteria del comando,
  - coordinamento servizi delle sezioni,
  - ufficio verbali,
  - casermaggio del corpo.
- Sezione polizia amministrativa e tutela salute pubblica che espleta le seguenti funzioni:
  - prevenzione repressione reati in genere,
  - controlli di natura amministrativa,
  - controlli di tutela salute pubblica,
  - collaborazione con altri uffici pubblici.
- Nucleo Interforze che espleta le seguenti funzioni:
  - repressione reati in genere,
  - conduzione indagini a tutto campo alle dipendenze del tribunale commissariale civile e penale.
- Settore nucleo operativo antifrode che espleta le seguenti funzioni:
  - repressione reati in materia fiscale con attività di monitoraggio e controlli societari e commerciali.
  - conduzione indagini antiriciclaggio in collaborazione con il tribunale commissariale e gli organi di vigilanza internazionali.
- Settore informativo ed investigativo di Polizia Giudiziaria che espleta le seguenti funzioni: 
  - Svolge tutte quelle attività di iniziativa di P.G., dove necessitano accurate e riservate indagini con conseguenti comunicazioni per l’Autorità Giudiziaria.
- Settore Sicurezza Stradale - Pronto Intervento che espleta le seguenti funzioni:
  - pattugliamento territorio,
  - controlli stradali,
  - controlli stradali mediante apparecchiature quali etilometro, drug test, autovelox, telelaser,
  - prevenzione repressione reati in genere,
  - prevenzione repressione reati mediante unità cinofila
  - rilievo sinistri stradali,
  - supporto su ogni tipo di emergenza alla sezione antincendio.
- Sezione antincendio - infortuni sul lavoro - protezione civile che espleta le seguenti funzioni:
  - intervento su ogni tipo di emergenza ed eventuale supporto sezione pronto intervento e viabilità,
  - prevenzione ed estinzione incendi,
  - ricerca persone mediante unità cinofila,
  - controlli zone produttive industriali, edifici pubblici,
  - stretta collaborazione con i vigili del fuoco di Rimini.
  - rilievo infortuni sul lavoro,
  - gestione ufficio Posto di Polizia presso l'Ospedale di Stato.
- Settore viabilità che espleta le seguenti funzioni:
  - controlli stradali,
  - controlli stradali mediante apparecchiature quali etilometro, autovelox, telelaser,
  - prevenzione repressione reati in genere,
  - supporto su ogni tipo di emergenza alla sezione antincendio,
  - servizi di viabilità e monitoraggio del territorio,
  - competenze specifiche dei flussi turistici,
  - controlli nelle aree attigue ai centri commerciali.
- Tutti gli agenti della polizia civile sono funzionari di polizia giudiziaria.

### Gradi

#### Comandante e ufficiali
- Comandante
- 4 Ufficiali, preposti al Comando dei Settori, di cui uno con funzione di Vice Comandante;

#### Ispettori e sovrintendenti
- 8 Ispettori (si accede a tale grado per concorso)
- 16 Sovrintendenti (si accede a tale grado per concorso)

#### Agenti
- Assistente Capo (si accede per anzianità dopo 13 anni di servizio)
- Assistente (si accede per anzianità dopo 8 anni di servizio)
- Agente

## Uniforme
La divisa è costituita da una giacca azzurra, pantaloni blu scuro e da una caratteristica camicia di color giallo. I poliziotti di San Marino sono armati di pistola Glock 17 9x21 e di pistola elettrica Taser X2 e 7.

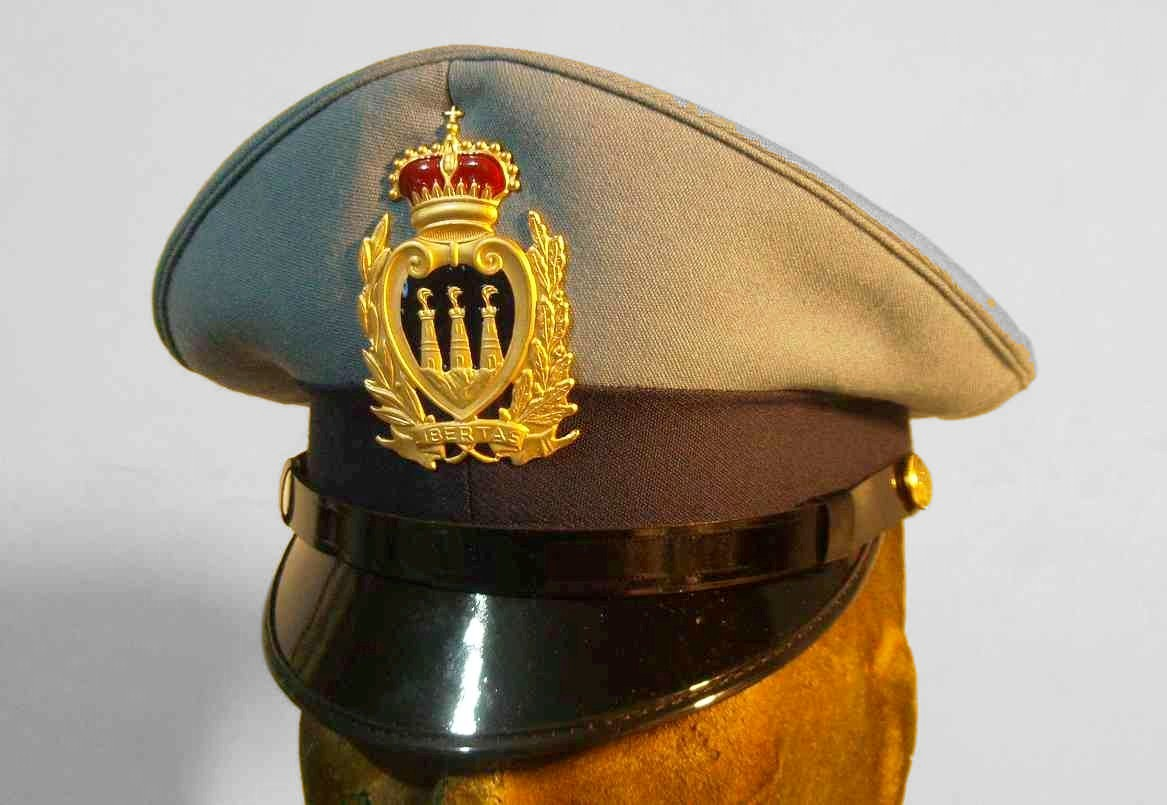
Berretto della divisa della polizia civile
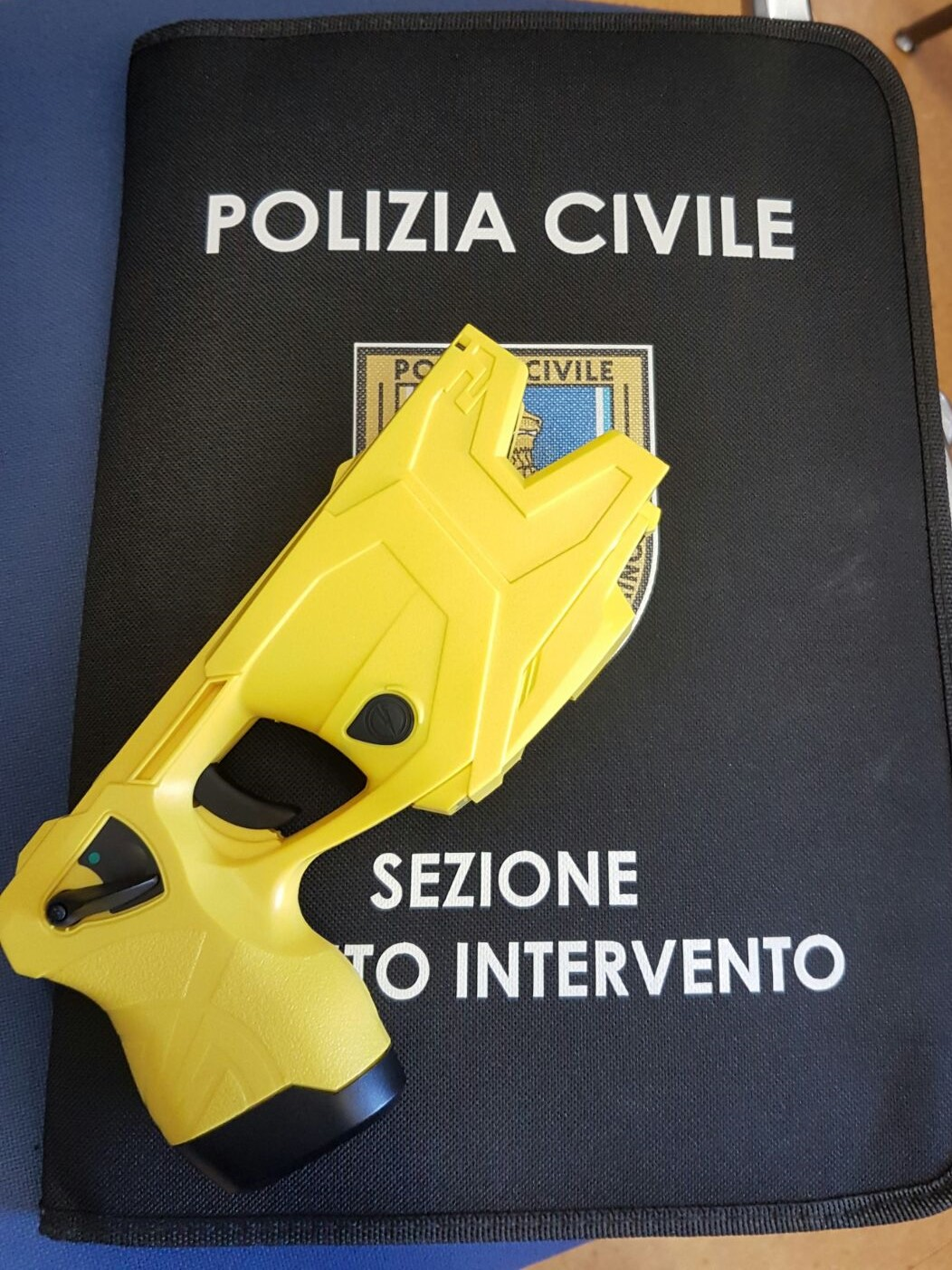
Taser in dotazione ad operatori del pronto intervento.

## Come accedervi
Per entrare a far parte del Corpo della polizia civile occorre essere cittadini Sammarinesi o residenti in territorio, l'ingresso è subordinato all'idoneità di un corso di formazione e all'emissione da parte del Congresso di Stato di una delibera per l'assunzione di agenti ausiliari; oppure attraverso un bando di concorso pubblico che permette l'accesso direttamente come agente di polizia o se specificato a gradi superiori per i quali però è richiesta solitamente una determinata anzianità di servizio.

## Autovetture e mezzi
La polizia civile impiega diversi mezzi:
- Piaggio Liberty
- Fiat Panda 4x4
- Fiat Marea Sw: autopattuglia di pronto intervento
- Fiat Stilo Sw: autopattuglia di pronto intervento
- Škoda Karoq: autopattuglia di pronto intervento
- Subaru Outback Sw: autopattuglia di pronto intervento
- Subaru Forester: autopattuglia di pronto intervento
- Jeep Cherokee: autopattuglia di pronto intervento
- Fiat Ducato: unità mobile cinofili
- Iveco Daily: unità mobile di pronto intervento
- Fiat Fullback: mezzo polifunzionale di tutela salute pubblica
- Land Rover Defender: mezzo polifunzionale per incendi boschivi
- Ford Pick up: mezzo polifunzionale per incendi boschivi
- Iveco Baribbi: mezzo per incendi boschivi
- Iveco Magirus: mezzo polifunzionale per ogni tipologia di intervento
- MAN TGM 13-280: mezzo polifunzionale per ogni tipologia di intervento

I mezzi sono dotati di livrea bianco/rossa, di defibrillatore semiautomatico e gli agenti sono abilitati ad utilizzarlo in caso di intervento sanitario.

## Galleria d'immagini

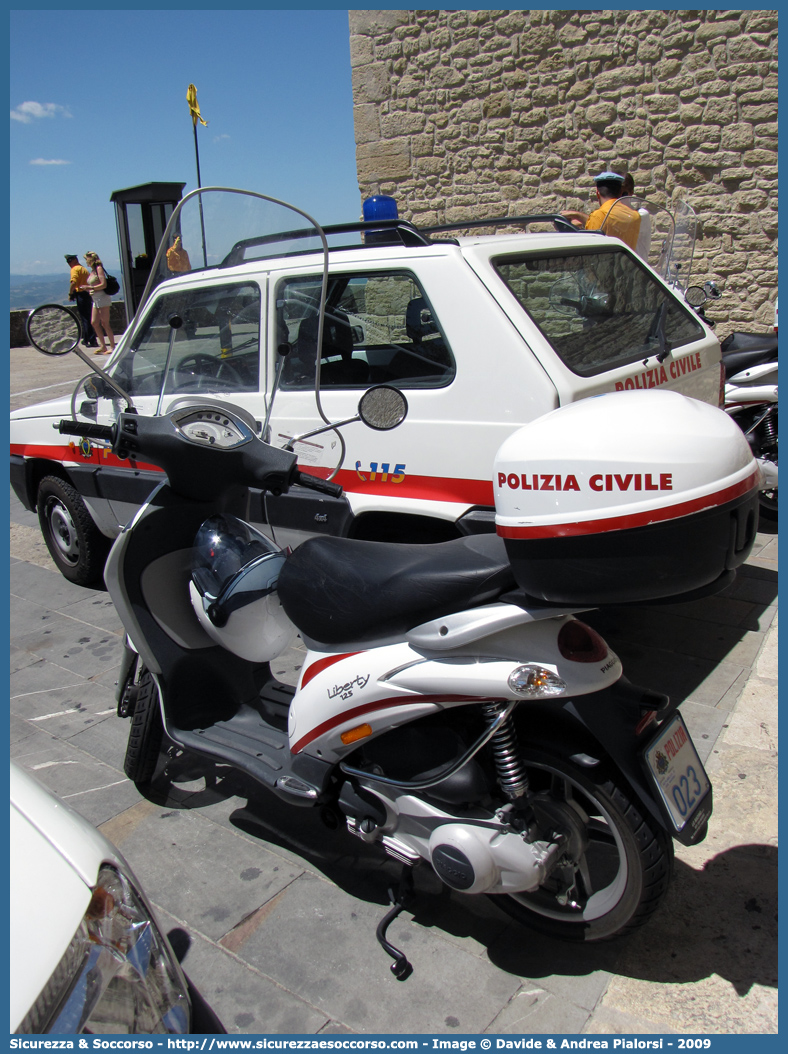
Piaggio Liberty 125 della polizia civile
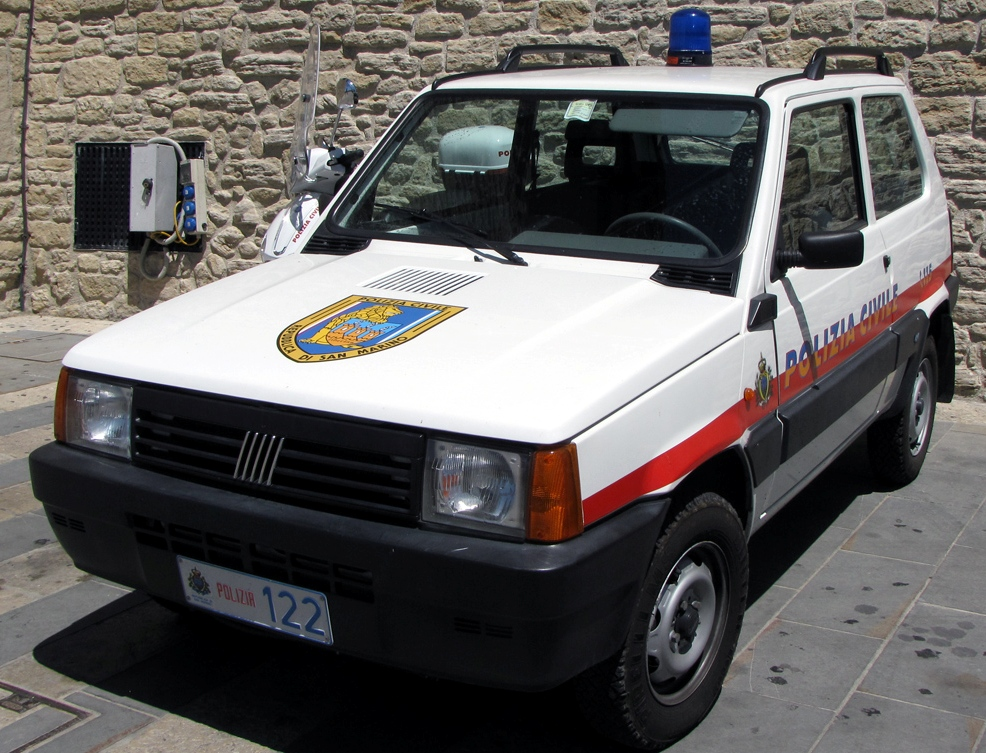
Fiat Panda 4x4 della polizia civile
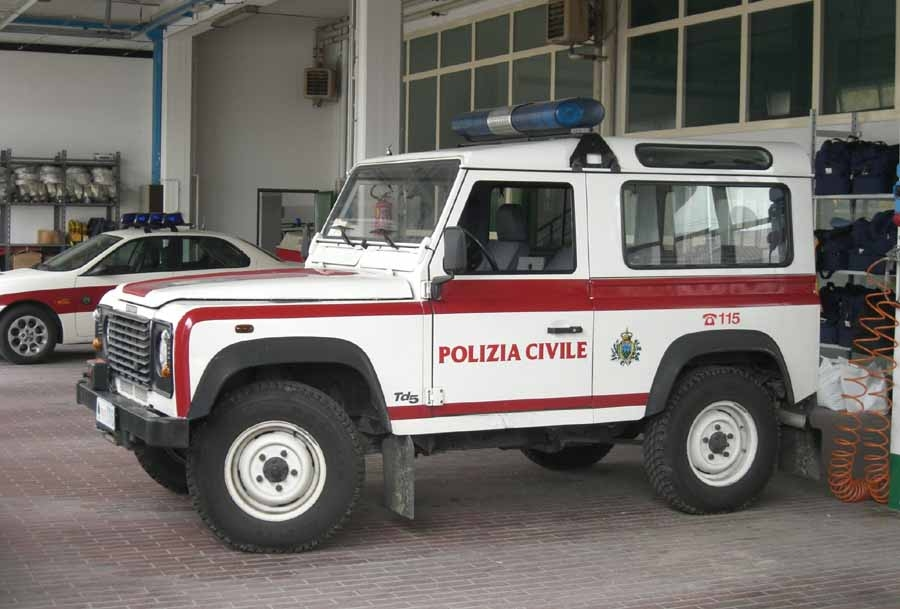
Land Rover Defender della polizia civile
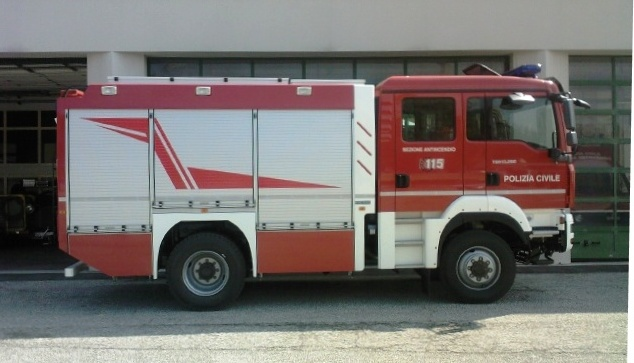
MAN TGM 13-280 mezzo polifunzionale della polizia civile
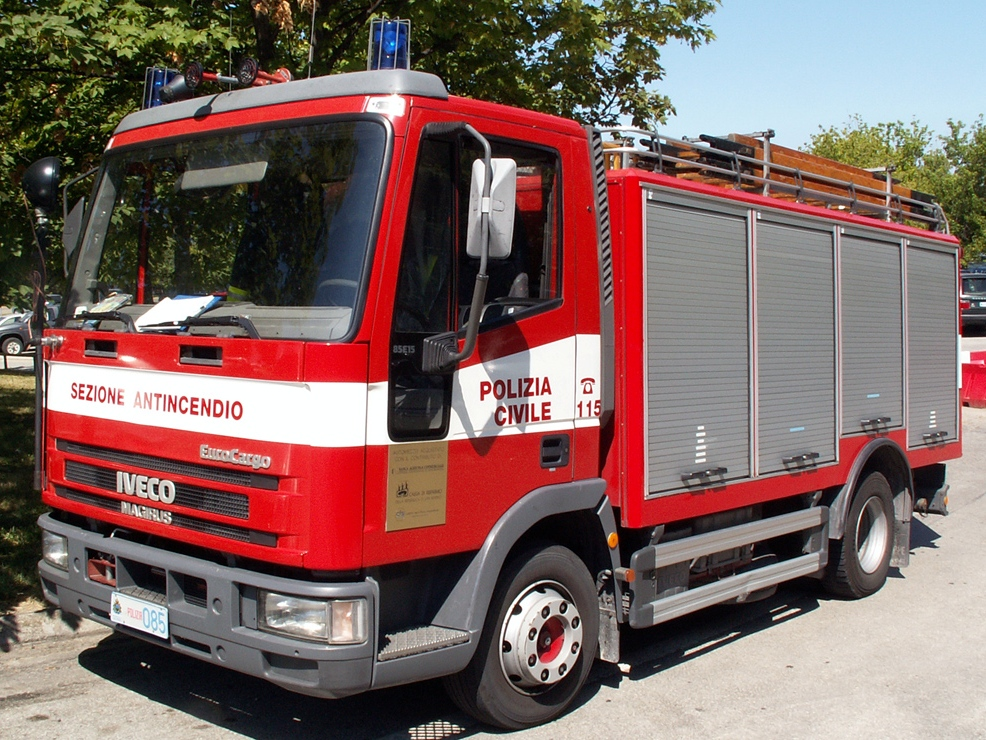
Iveco Magirus mezzo polifunzionale della polizia civile
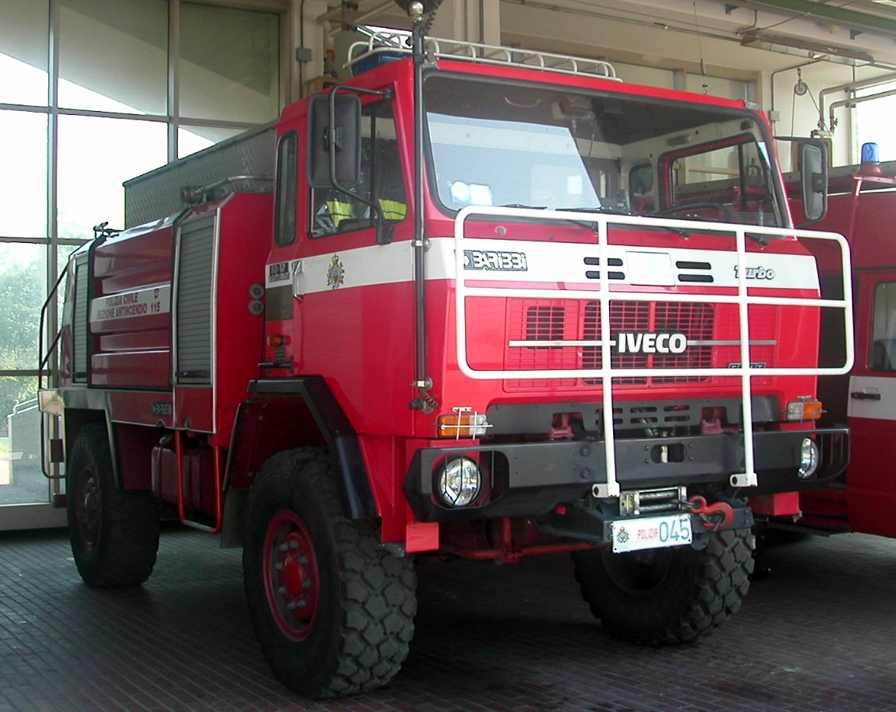
Iveco Baribbi Turbo 80.17 mezzo per incendi boschivi della polizia civile
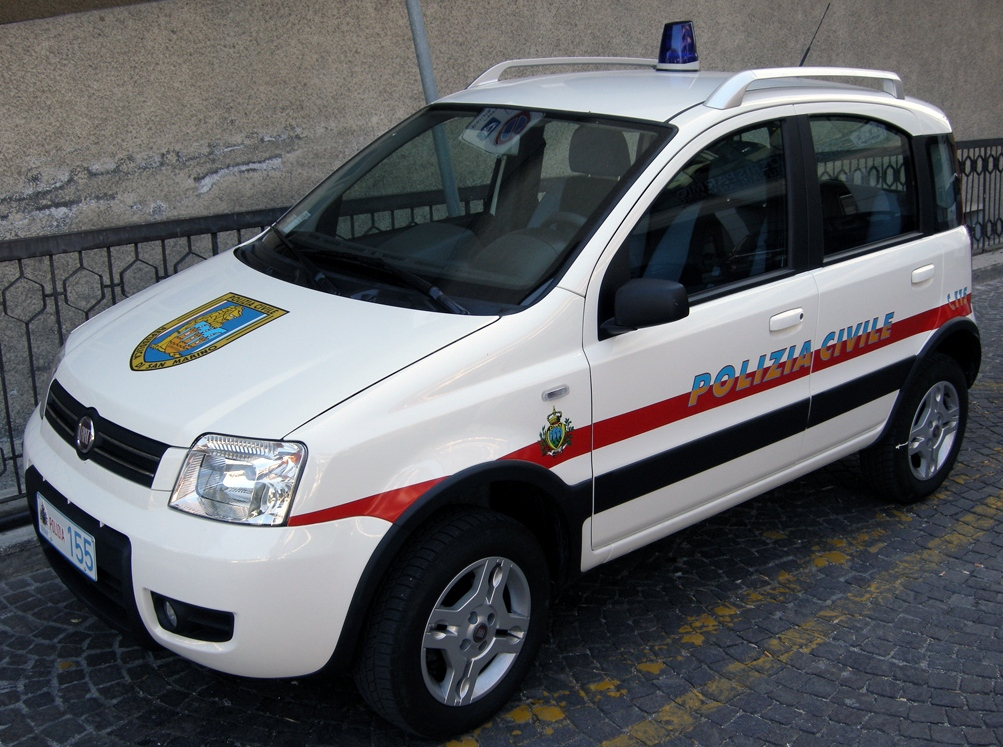
Fiat Panda della polizia civile
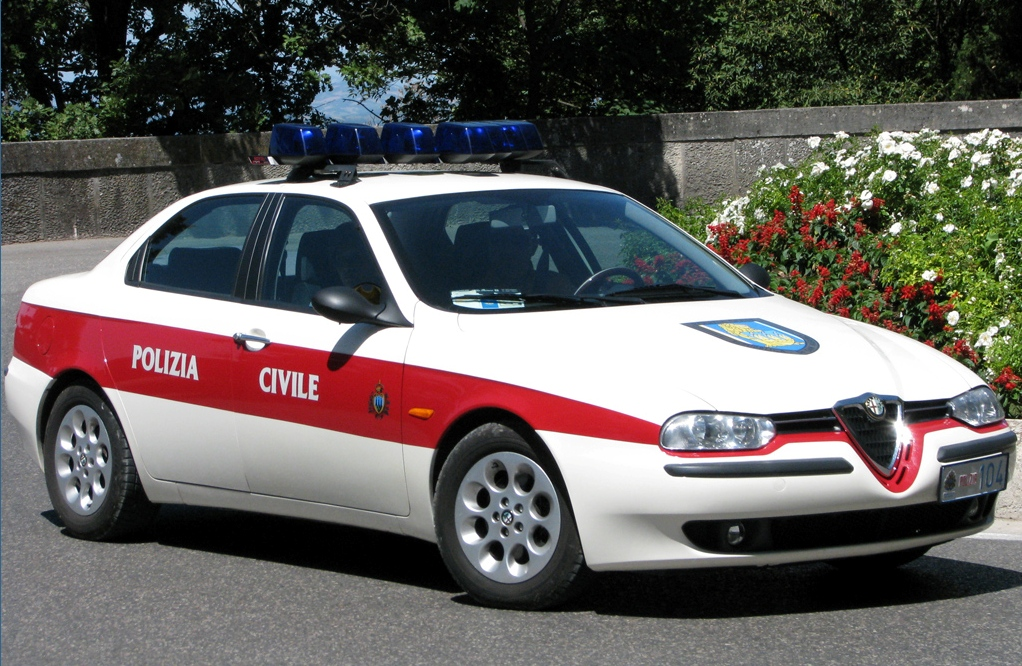
Alfa Romeo 156 autopattuglia della polizia civile
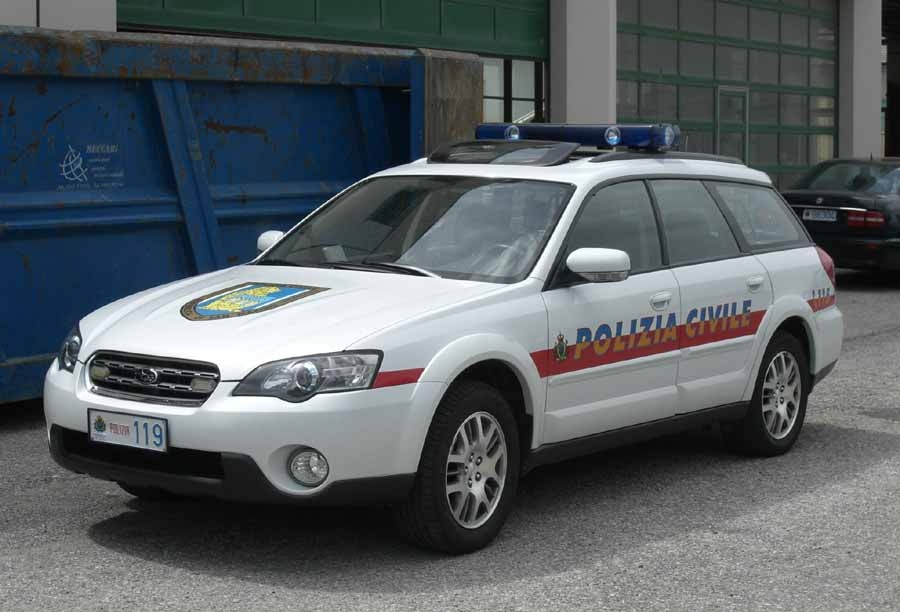
Subaru Outback autopattuglia della polizia civile
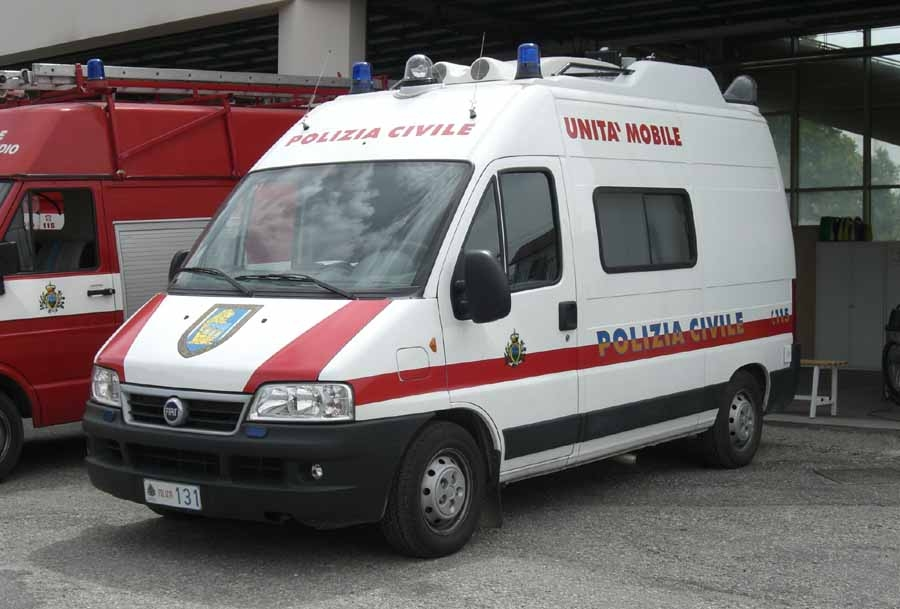
Fiat Ducato e Iveco Daily unità mobili di pronto intervento della polizia civile
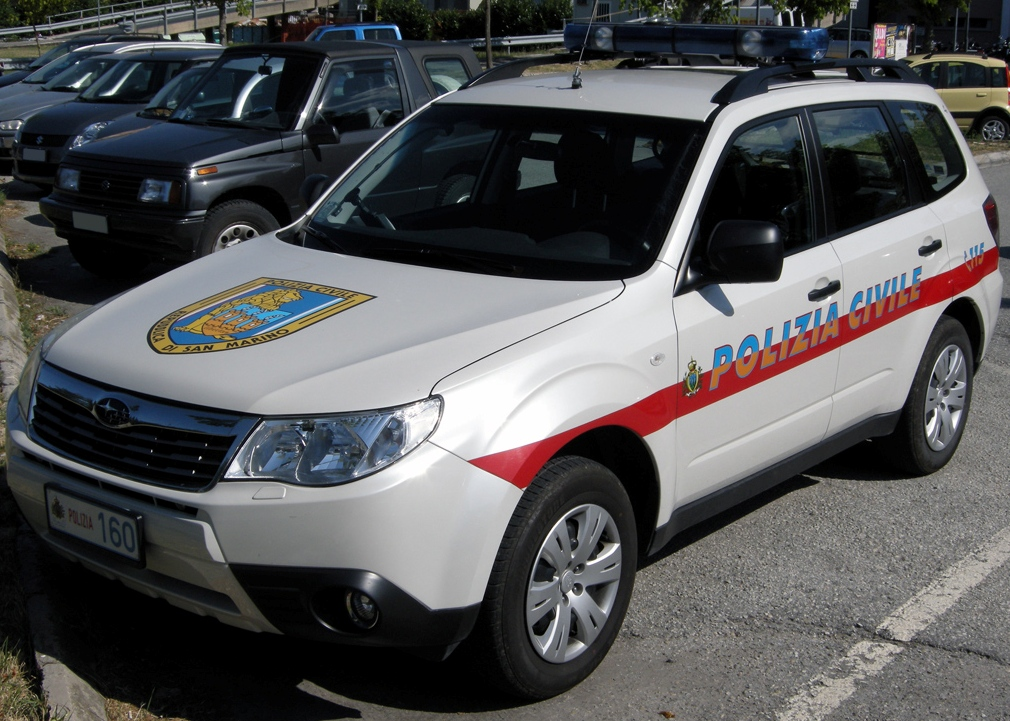
Subaru Forester autopattuglia della polizia civile
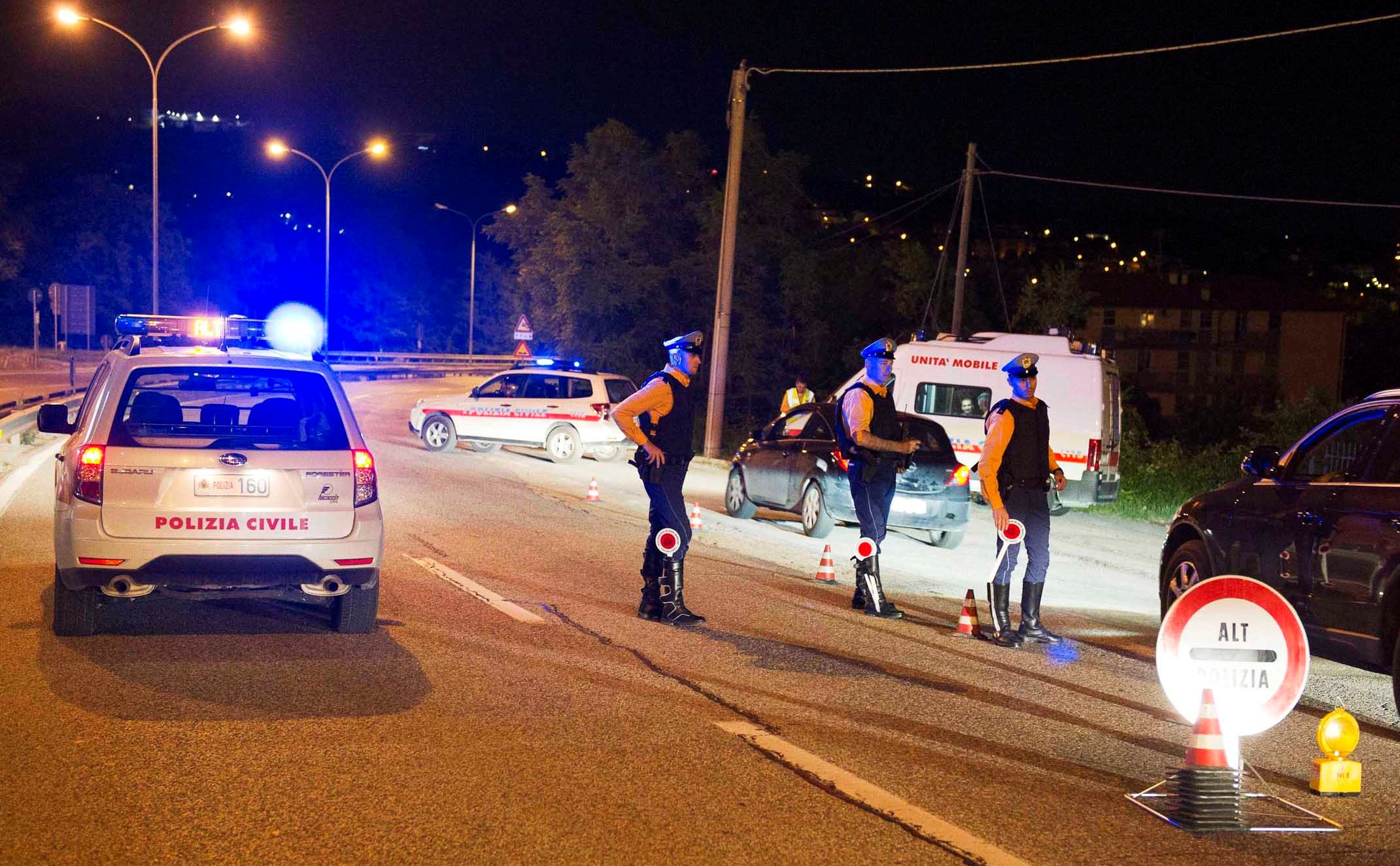
Posto di blocco della polizia civile
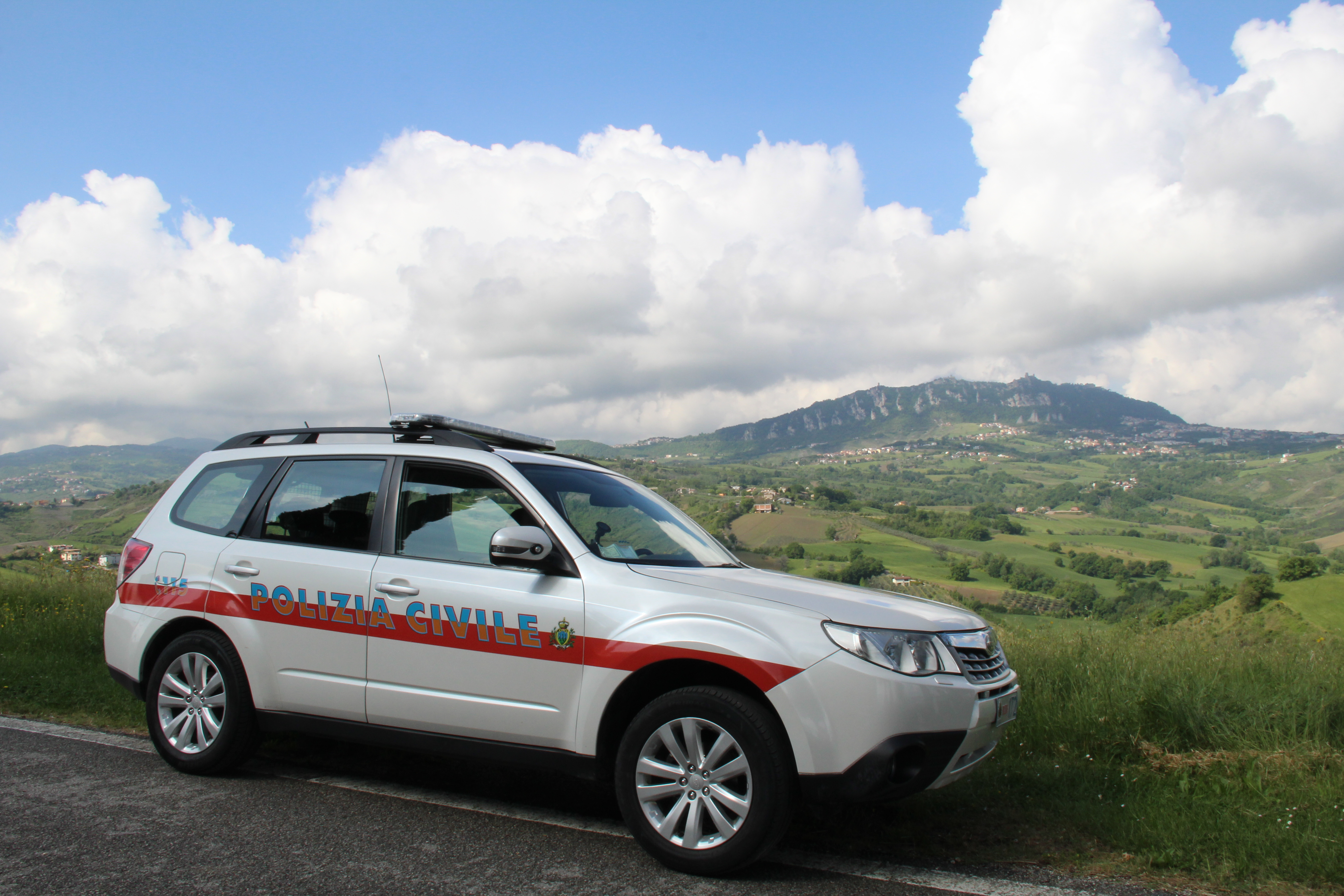
Subaru Forester autopattuglia pronto intervento.
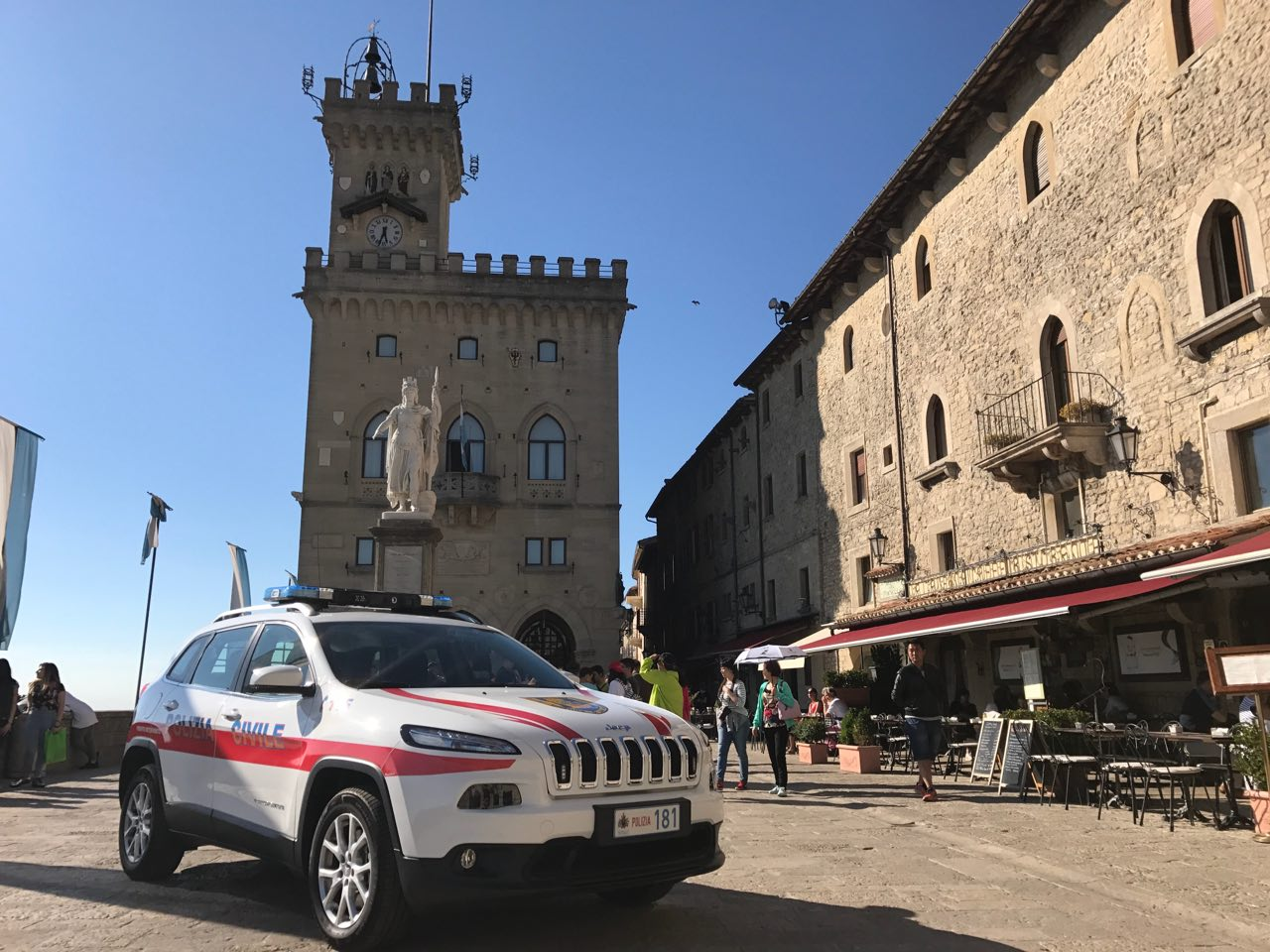
Jeep Cherokee autopattuglia Pronto intervento con sistema telecamere e pc palmare.

## Organigramma
Il comando della polizia civile è situato a Murata in via delle Carrare. Vi è un ufficio di Polizia Civile anche all'interno dell'Ospedale di Stato, attiguo i locali del Pronto Soccorso.

## Curiosità
- Il Corpo della polizia civile nacque nel 1945 come Corpo dei vigili urbani da una branca del Corpo della gendarmeria.
- Nel 1971 alcuni componenti del Corpo dei vigili urbani fondarono la Sezione San Marino IPA International Police Association. La sezione IPA San Marino venne riconosciuta come Sezione internazionale al Congresso mondiale di Montreux (Svizzera) il 29 maggio del 1973, ad oggi conta oltre i 230 iscritti fra i vari corpi di Polizia della Repubblica di San Marino.
- Dal 1990 divenne Corpo di polizia civile con la emanazione del regolamento del Corpo.
- La polizia civile non è un corpo militare a differenza del Corpo della gendarmeria e il Nucleo uniformato della Guardia di Rocca.
- Tutti gli agenti della polizia civile sono funzionari di polizia giudiziaria.
- Ad oggi, esiste ancora il servizio di direzione del traffico stradale da parte dei loro agenti presso la Porta San Francesco o Porta del Paese.
- Dal 2017, un pastore tedesco e un cane corso, sono addestrati come unità cinofile per impiego in più settori, vedasi foto in basso.

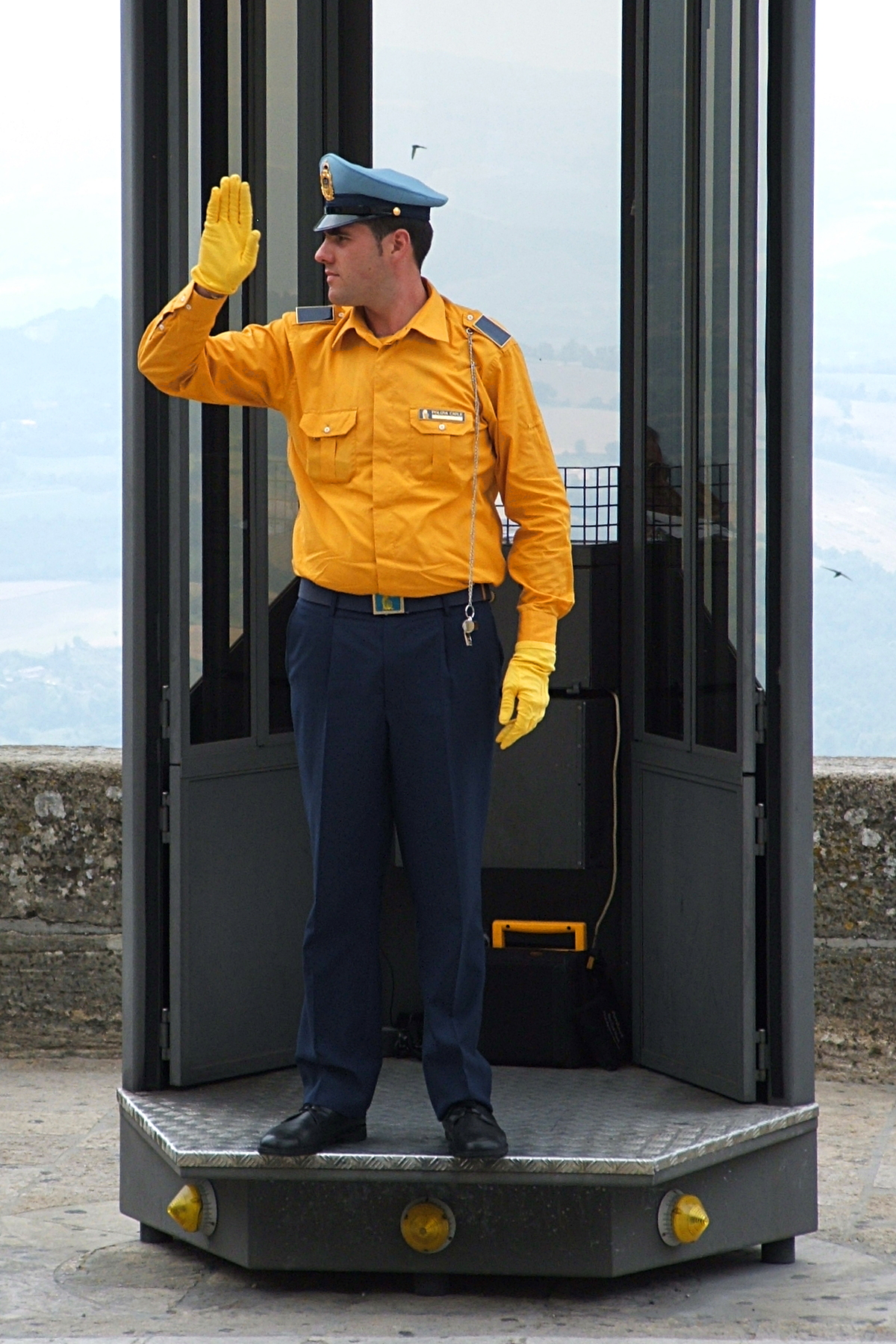
Agente di polizia civile in servizio viabilità estivo.
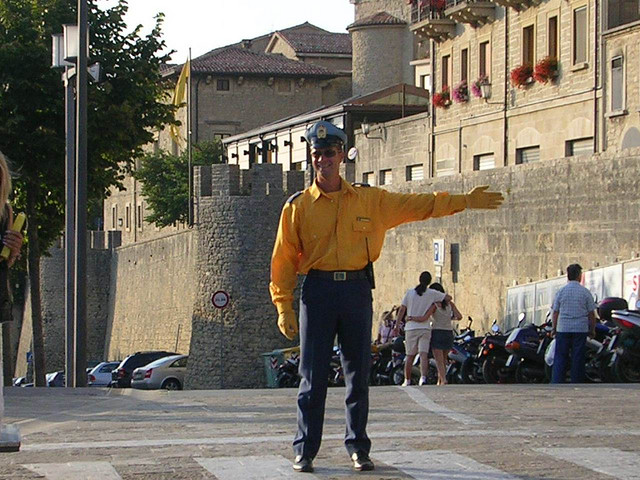
Agente di polizia civile in servizio viabilità estivo.
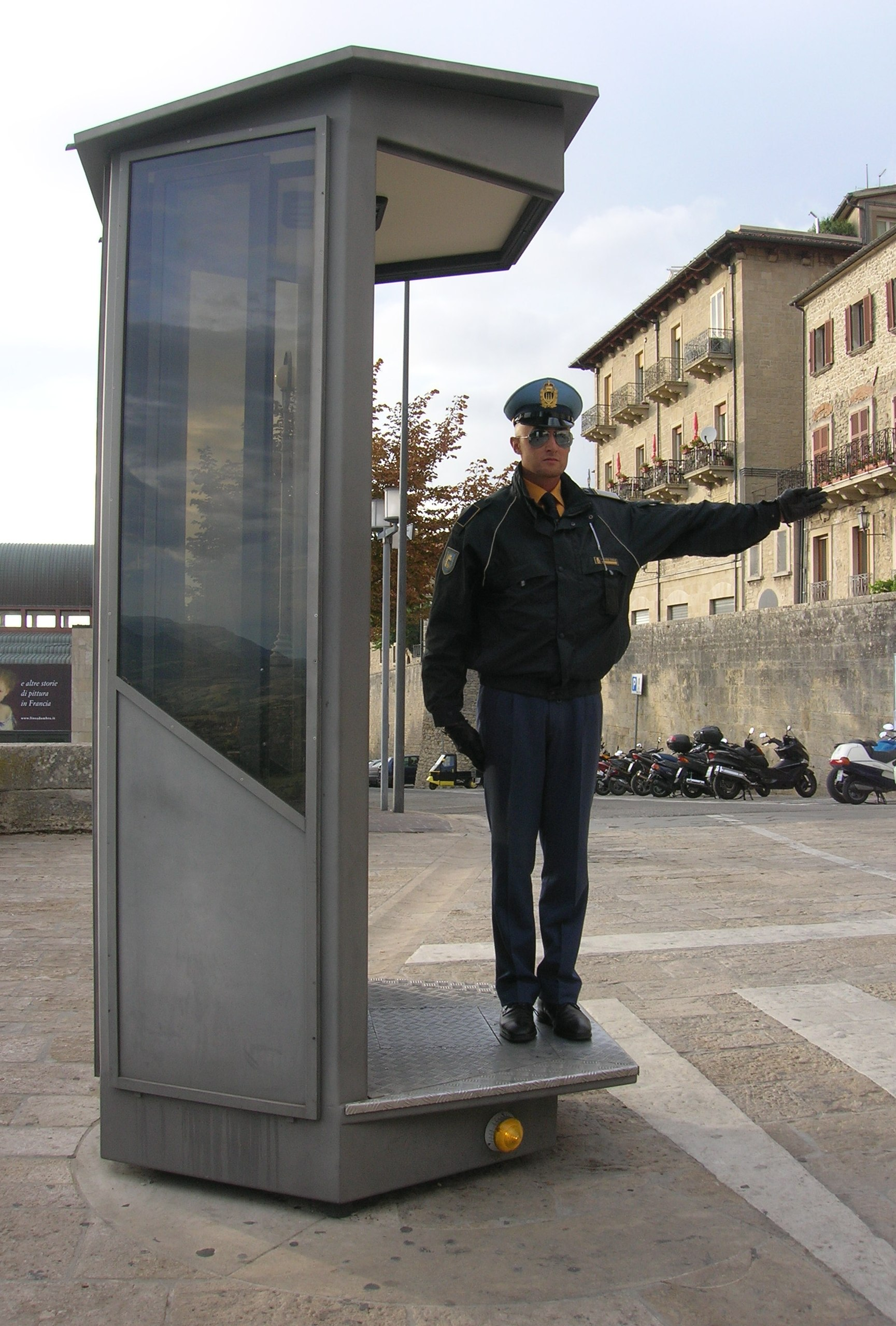
Agente di polizia civile in servizio viabilità invernale.
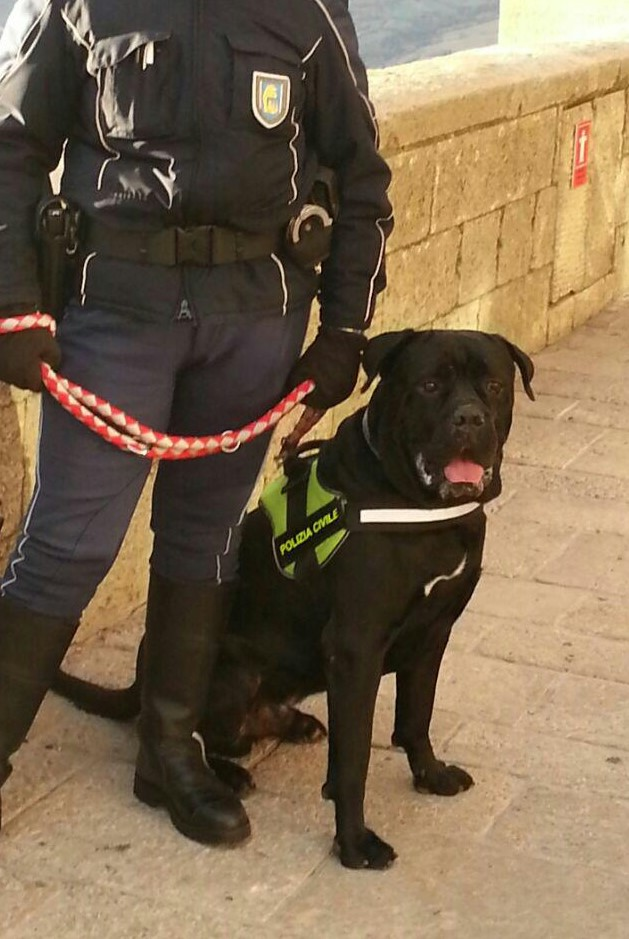
Unità cinofila.
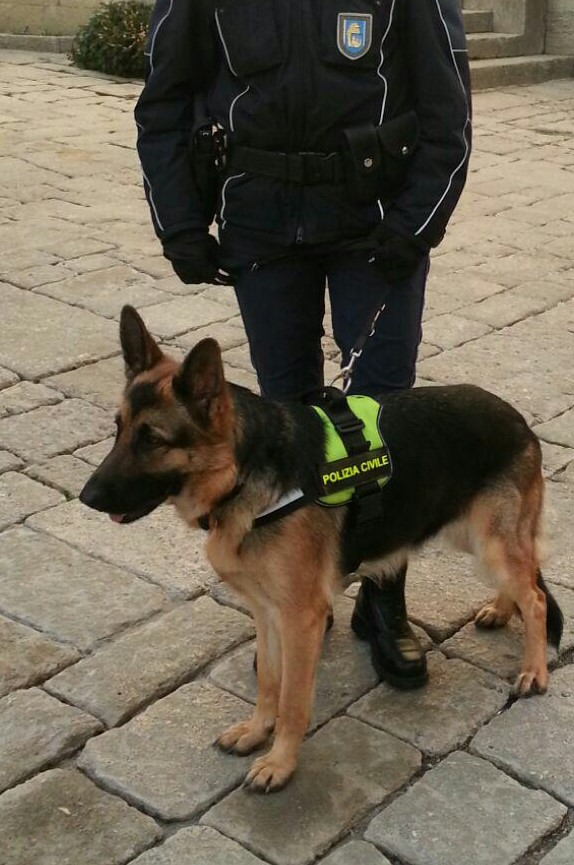
Unità cinofila.

- I loro poliziotti vengono soprannominati dai mass media locali le "camicie gialle".
- Nel febbraio 2006, venne a San Marino Guido Bertolaso, capo della Protezione Civile, in visita ufficiale per stringere rapporti di collaborazione e di formazione con gli operatori della Repubblica.
- Nell'aprile del 2011 è stato girato nel comando della polizia civile con veri agenti del Corpo, il video musicale "Da Soli" del cantante sammarinese PierMatteo Carattoni.